# Complejo endorreico de la Lantejuela
El complejo endorreico de la Lantejuela es un humedal localizado en la cuenca del río Guadalquivir y más concretamente en la subcuenca del río Corbones. Fue declarado Reserva Natural por la Ley 2/1989, de 18 de julio, por la que se aprueba el Inventario de Espacios Naturales Protegidos de Andalucía y más adelante inclusido la Lista de Lugares de Importancia Comunitaria (LIC) de la Región Biogeográfica Mediterránea, aprobada inicialmente por Decisión de la Comisión Europea. Posteriormente ha sido declarado ZEC mediante el Decreto 1/2017, de 10 de enero. 
Asimismo, el Complejo Endorreico de La Lantejuela, al estar incluido en el ámbito territorial de la ZEPA Campiñas de Sevilla, declarada en 2008, tiene también la consideración de ZEPA. En consecuencia este espacio, forma parte de la Red Ecológica Europea Natura 2000, conforme al artículo 3.1 de la Directiva Hábitat y de la Ley 42/2007, de 13 de diciembre.

## Usos del suelo
La  mayor parte de la superficie del término municipal en los que se localizan los humedales está dedicada a la actividad agrícola, principalmente a cultivos herbáceos y leñosos de secano, repartiéndose casi a partes iguales. En cuanto al tamaño de las explotaciones, existe un cierto grado de concentración de la propiedad, como lo atestigua el importante número que existe de explotaciones con más de 100 ha. Los principales cultivos en Osuna son el olivar y el trigo.

## Hidrología
Las lagunas presentan una salinidad variable asociada al patrón de concentración por evaporación típico de las lagunas endorreicas, de manera que los mayores contenidos en sales de sus aguas se registran en situaciones previas a la desecación de la cubeta y en la fase inicial de llenado tras la sequía estival por efecto de la redisolución de las sales precipitadas. De forma general la composición de las aguas de  las lagunas se caracteriza por la dominancia de los iones cloruro y sulfato en su composición aniónica, mientras que los cationes más característicos son el sodio y el calcio. En cualquier caso se producen variaciones entre las composiciones de las distintas lagunas y  en las mismas a lo largo del año. Con respecto a la eutrofización de las aguas, en general, en las lagunas de la provincia de Sevilla se mantienen niveles bajos de clorofila y los niveles de nutrientes presentan concentraciones bajas o moderadas.
Desde un punto de vista hidrogeológico, estas lagunas presentan una dinámica marcadamente estacional, llenándose con las precipitaciones otoñales y permaneciendo inundadas hasta la primavera, período en el que habitualmente se produce su desecación. No obstante, su estrecha dependencia del balance precipitación/evaporación condiciona la variabilidad intraanual e interanual en la mayor o menor persistencia de estos humedales. Este complejo endorreico presenta mayor potencialidad hidrogeológica que se constata una intensa explotación de las aguas subterráneas con fines agrícolas, mediante pozos y sondeos dotados de bombas de aspiración o sumergidas.
Aparte de la notable reducción del área inundable que supusieron las obras de drenaje y el encauzamiento del arroyo Salado de Osuna, estas lagunas han sufrido una reducción del hidroperiodo a causa de la creciente explotación del acuífero.
- La laguna de Calderón Chica presenta una dinámica marcadamente estacional: se inunda, por lo general, con las primeras lluvias de otoño y permanece inundada hasta la primavera.

- A menos de 200 m al sur, se encuentra la laguna de Calderón Grande, hoy drenada y atravesada por  la canalización del arroyo Salado de  Osuna, que marca el límite de la Zona Periférica de Protección de la Reserva  Natural, de modo que, en años de especial pluviometría, cuando Calderón Grande presenta elevados niveles de inundación, queda mitad dentro y mitad fuera de dicha zona periférica. Así mismo, al noroeste de Calderón Chica, se aprecia otra antigua zona encharcadiza que mantiene una orla de cañizal de dimensiones apreciables.

- La dinámica hidrológica de la laguna de la Ballestera es similar a la de Calderón Chica; permanece inundada en invierno-primavera y durante el verano y el otoñose encuentra seca y cubierta por una costra salina. En este caso, también se encuentran zonas encharcadizas muy  cercanas, como la laguna de Consuegra, al norte, y la Hoya Verde de la Sal, al oeste.

## Flora

### Vegetación terrestre
La vegetación terrestre que se desarrolla en los alrededores de las lagunas, caracterizada por especies que no muestran una adaptación fundamental en su biología al medio acuático, está formada principalmente por cultivos herbáceos de secano y algunos restos de vegetación natural donde se reconocen restos de acebuchales (Aro italici-Oleetum sylvestris) bajo el cual se desarrolla un matorral alto (Asparago albi-Rhamnetum oleidis), reconocibles por la presencia de especies como Olea europaea var.sylvestris acompañado por otras especies como Quercus rotundifolia y Quercus coccifera o Pistacia lentiscus. 

### Vegetación lagunar
En general, dentro de este complejo endorreico la vegetación que reviste un mayor interés ecológico es la propia vegetación lagunar y las formaciones de vegetación perilagunar que se conservan.
Hay que destacar, por su rareza y singularidad, las siguientes especies presentes en los distintos complejos lagunares: Alisma plantago, Chara globularis, Chara vulgaris, Chara aspera, Chara canescens, Chara galioides, Eleocharis palustris, Myriophyllun verticillatum, Ruppia drepanensis, Scirpus lacustris, Scirpus maritimus, Zannichellia obtusifolia, Zannichellia palustris, Zannichellia pedunculata Lamprothamniun papulosun]], Tolypella hispanica, Tolypella nidifica, Riella heliophylla, Scirpus lacustris, Scirpus maritimus, Potamogeton pectinatus y en tierra firme; Juncus acutus, Juncus bufoni, Juncus maritimus y Holoschoenus vulgaris.
Además, se ha detectado la presencia de especies características de alguna de las formaciones asociadas a los medios salinos, como es el caso de Salicornia ramossisima y Arthrocnemum glauci, aunque su distribución se limita a pequeños rodales dispersos sin llegar a formar comunidades  bien definidas. Presente en el humedal de la Ballestera encontramos a Sarcocornia perennis subespecie alpini. 
Una de las comunidades más representada dentro de la vegetación helofítica es el tarajal (Agrostio stoloniferae–Tamaricetum canariensis), formado por Tamarix canariensis principalmente, donde la especie más característica de este tipo de formación es Tamarix africana. Destacan también los carrizales (Typho angustifoliae–Phragmitetum australis) fundamentalmente de Phragmites australis, juncales de Scirpus maritimus (Scirpetum compacto–litoralis) o de Juncus maritimus (Soncho crassifolii–Juncetum maritimi), espartales de Stipa tenacísima, y formaciones de enea (Typha dominguensis.
En las orillas de los humedales acompañando a los grandes helófitos destaca la presencia de pastizales de carácter halófilo y halonitrófilo de  gramíneas representados por Polypogon maritimus, Haynardia cilindrica, Hordeum marinum, (Polypogono maritimi –Hordeetum marini) o los pastizales de quenopodáceas como Salicornia ramossisima o Suaeda splendens. En este tipo de pastizales son frecuentes algunas otras especies entre las que destacan Crypsis aculeata, Heliotropium supinumo Lythrum sp, Puccinellia fasciculata, Juncus subulatus, Cressa cretica o Frankenia pulverulenta, Mentha pulegium, Pulicaria paludosa o Verbenium supini.

## Fauna
Desde el punto de vista faunístico, el principal interés del complejo endorreico radica en la diversidad de ámbitos palustres que alberga, atrayendo a una amplia comunidad de aves principalmente acuáticas, que acuden a nidificar, invernar o descansar en sus rutas migratorias. Junto a ellas aparecen otros grupos faunísticos como los mamíferos, anfibios, invertebrados o reptiles que habitan las cubetas lagunares y su vegetación perilagunar, así como en los cultivos agrícolas y manchas dispersas de vegetación natural terrestre existentes.